# Praon
Praon es un género de avispas parasitoides de la familia Braconidae. Hay por lo menos 70 especies descritas de Praon.

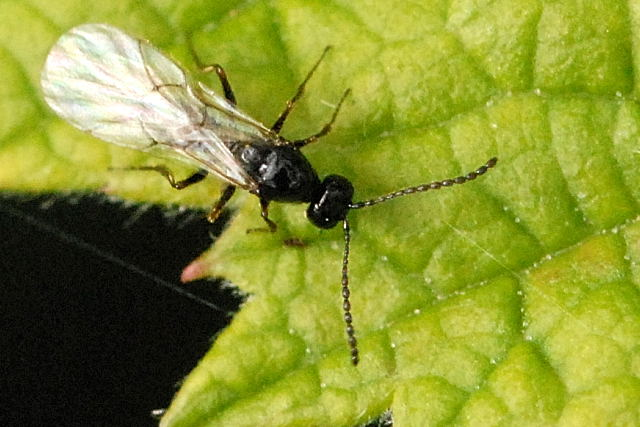
Praon abjectum

## Especies
Especies del género Praon:
- Praon abjectum (Haliday, 1833) c g
- Praon alaskense Ashmead, 1902 c g
- Praon americanum (Ashmead, 1889) c g
- Praon artemisaphis Smith, 1944 c g
- Praon artemisicola Pike & Stary, 1997 c g
- Praon athenaeum Kavallieratos & Lykouressis, 2000 c g
- Praon baodingense (Ji & Zhang, 1992) c g
- Praon barbatum Mackauer, 1967 c g
- Praon bicolor Mackauer, 1959 c g
- Praon bicolour Mackauer, 1959 g
- Praon brachycerum (Ji & Zhang, 1992) c g
- Praon brevepetiolatum Chiriac, 1996 c g
- Praon brevistigma van Achterberg, 2006 c g
- Praon callaphis Mackauer & Sullivan, 1982 c g
- Praon capitophori Takada, 1968 c
- Praon caricicola Mackauer, 1967 c g
- Praon carinum Johnson, 1987 c g
- Praon cavariellae Stary, 1971 c g
- Praon cerasaphis (Fitch, 1855) c g
- Praon changbaishanense Shi, 2001 c g
- Praon coloradense Ashmead, 1890 c g
- Praon coniforme Pike & Stary, 2000 c g
- Praon coreanum Takada, 1979 c g
- Praon dorsale (Haliday, 1833) c g
- Praon exoletum (Nees, 1811) g
- Praon exsoletum (Nees, 1811) c g
- Praon flavicorne Stary, 1971 c g
- Praon flavinode (Haliday, 1833) c g
- Praon fulvum Pike & Stary, 2000 c g
- Praon gallicum Stary, 1971 c g
- Praon helleni (Stary, 1981) c g
- Praon himalayense Das & Chakrabarti, 1989 c g
- Praon hubeiense Chen & Shi, 1999 c g
- Praon humulaphidis Ashmead, 1889 c g
- Praon hyperomyzus Saha, Poddar, Das, Agarwala & Raychaudhuri, 1982 c g
- Praon kashmirense Bhagat, 1982 c g
- Praon kurohimense (Takada, 1968) c g
- Praon latgerinae Stary & Remaudiere, 1982 c g
- Praon lemantinum Gautier, 1922 c g
- Praon lepelleyi Waterston, 1926 c g
- Praon longicorne Marshall, 1896 c g
- Praon megourae Stary, 1971 c g
- Praon minor Stary, 1971 c g
- Praon mollitrichosiphi Agarwala, Saha & Mahapatra, 1987 c g
- Praon muyuense Shi, 2001 c g
- Praon necans Mackauer, 1959 c g
- Praon nipponicum (Takada, 1968) c
- Praon nonveilleri Tomanovic & Kavallieratos, 2003 c g
- Praon occidentale Baker, 1909 c g
- Praon orientale Stary & Schlinger, 1967 c g
- Praon orpheusi Kavallieratos, Athanassiou & Tomanovic, 2003 c g
- Praon pakistanum Kirkland, 1979 c g
- Praon pequodorum Viereck, 1917 c g
- Praon pilosum (Mackauer, 1959) c g
- Praon pisiaphis Chou & Xiang, 1982 c g
- Praon prunaphis Chou & Xiang, 1982 c g
- Praon pubescens Stary, 1961 c g
- Praon quadratum Stary & Schlinger, 1967 c g
- Praon retusae Tomanovic & Kavallieratos, 2002 c g
- Praon rhopalosiphum Takada, 1968 c g
- Praon rosaecola Stary, 1961 c g
- Praon silvestre Stary, 1971 c g
- Praon simulans (Provancher, 1886) c g
- Praon spinosum Mackauer, 1959 c g
- Praon stagona Takada & Rishi, 1980 c g
- Praon staryi Kavallieratos & Lykouressis, 2000 c g
- Praon taisetsuzanum Takada, 1968 c g
- Praon thailandicum (Stary, 2008) c g
- Praon thalictri Stary, 1985 c g
- Praon unicum Smith, 1944 c g
- Praon unitum Mescheloff & Rosen, 1989 c g
- Praon uroleucon Tomanovic & Kavallieratos, 2003 c g
- Praon volucre (Haliday, 1833) c g
- Praon yakimanum Pike & Stary, 1995 c g
- Praon yomenae Takada, 1968 c g

Fuentes: i = ITIS, c = Catalogue of Life, g = GBIF, b = Bugguide.net